# Departament de Chiquimula
El departament de Chiquimula està situat a l'orient de Guatemala. Limita al nord amb el departament de Zacapa; al sud amb la república del Salvador i el departament de Jutiapa; a l'est amb la República d'Hondures; i a l'oest amb els departaments de Jalapa i Zacapa. És conegut en l'àmbit guatemalenc com La Perla d'Orient. És un dels departaments amb millor Índex de Desenvolupament Humà, a més és el tercer departament de Guatemala a tenir un major percentatge de població econòmicament activa i és el departament amb major Producte Interior Brut i ocupa el segon lloc en els departaments amb millor PIB per capita.

## Orografia
La serralada central prové de Jalapa, penetra per la part sud del departament, on forma contraforts de la Sierra del Merendón en els límits de la República d'Hondures i d'El Salvador.
Encara dins del departament de Jalapa, en el municipi de San Luís Jilotepeque, el massís que es coneix localment com a muntanya de Pinula, descendeix pel seu costat Est a la vall regada pel riu Colima, que ja dins del departament de Chiquimula forma a una ampla vall al municipi d'Ipala, que pel Sud té el volcà de Ipala.
El sistema muntanyenc que penetra des del departament de Zacapa descendeix als municipis de Camotán, Jocotán i Chiquimula. El massís muntanyenc és bastant irregular i els seus contraforts continuen dins dels municipis de Chiquimula, Jocotán, Camotán, Olopa, San Jacinto, San Juan Ermita i San José La Labrada. Cap al sud del departament, el sistema orogràfic forma també alguns altiplans de diverses altures dins dels municipis de Quezaltepeque, Esquipulas i Concepción las Minas que, amb els seus replegaments i precipicis, s'integren a la Serra del Merendón.
D'especial importància són els turons: Montecristo, que forma un trifini amb Hondures i El Salvador, i el turó Brujo, que és fita amb El Salvador, tots dos dins de la Serra del Merendón.

## Idioma
El chortí ha exercit gran influència en tot el departament des dels temps antics de mesoamèrica, perquè constitueix herència inequívoca del procés de civilització maia clàssics, per considerar-se a l'ètnia chortí, descendent directa d'aquesta.
En l'actualitat, l'idioma chortí encara s'utilitza com a mitjà de comunicació quotidià en els municipis d'Olopa, Camotán, Jocotán i una mica a Quezaltepeque. Chiquimula de la Sierra, com sempre va ser coneguda en temps colonials, va ser colonitzada pels espanyols i ha estat, històricament, punt de reunió amb les províncies d'Hondures i El Salvador, per la qual cosa l'idioma espanyol es parla oficialment i manté característiques pròpies de regió fronterera amb aquestes Repúbliques.

## Municipis
| 1                | Chiquimula           | 97.102 | 319 km² | 304.39 hab/km² | 0.704 |
| 2                | Jocotán              | 59.314 | 148 km² | 400.77 hab/km² | 0.590 |
| 3                | Esquipulas           | 57.882 | 532 km² | 108.80 hab/km² | 0.801 |
| 4                | Camotán              | 53.452 | 232 km² | 230.39 hab/km² | 0.571 |
| 5                | Quezaltepeque        | 27.232 | 236 km² | 115.38 hab/km² | 0.587 |
| 6                | Olopa                | 25.111 | 156 km² | 160.96 hab/km² | 0.560 |
| 7                | Ipala                | 20.099 | 228 km² | 88.15 hab/km²  | 0.796 |
| 8                | San Juan Ermita      | 13 658 | 92 km²  | 148.45 hab/km² | 0.629 |
| 9                | Concepción Las Minas | 13 291 | 160 km² | 83.06 hab/km²  | 0.815 |
| 10               | San Jacinto          | 12.639 | 60 km²  | 215.60 hab/km² | 0.663 |
| 11               | San José la Arada    | 8.367  | 160 km² | 52.29 hab/km²  | 0.703 |
| Projecció (2013) |                      |        |         |                |       |